# Jessie Burton
Jessica Kathryn Burton (Londra, 17 agosto 1982) è una scrittrice e attrice teatrale britannica.

## Biografia
Jessie Burton ha studiato presso il Brasenose College e la Royal Central School of Speech and Drama. Nel 2008 ha recitato al Royal National Theatre in The Hour We Knew Nothing of Each Other. Nel 2014 e nel 2016 ha pubblicato i suoi primi romanzi Il miniaturista e La musa, entrambi arrivati in vetta alla lista dei best seller stilata dal New York Times. Il primo romanzo è stato adattato in una miniserie omonima ed ha vinto due National Book Awards.

## Opere
- Il miniaturista (The Miniaturist, 2014), traduzione di Elena Malanga, Bompiani, 2015, ISBN 9788845278273.
- La musa (The Muse, 2016), traduzione di Elena Malanga, La nave di Teseo, 2017, ISBN 9788893441292.
- Ragazze scatenate (The Restless Girls, 2018), traduzione di Stefania Di Mella, illustrazioni di Angela Barrett, La nave di Teseo, 2018, ISBN 9788893445801.
- La confessione (The Confession, 2019), traduzione di Elena Malanga, La nave di Teseo, 2020, ISBN 9788834601280.
- (EN) Medusa: The Girl Behind the Myth, illustrazioni di Olivia Lomenech Gill, Bloomsbury, 2021, ISBN 9781526637796.
- La casa del destino (The House of Fortune, 2022), traduzione di Elena Malanga, La nave di Teseo, 2023, ISBN 9788834611623.

## Filmografia

### Soggetto
- Il miniaturista (The Miniaturist) – miniserie TV (2017)